# Joost
Joost (pronunciat [dʒust], com la paraula just) és un sistema per distribuir programes de televisió i altres formes de vídeo a través de la xarxa.
El desenvolupament de Joost va començar el 2006. Sota el nom en clau "The Venice Project", Zennström i Friis van reunir equips formats per més de 150 desenvolupadors de mitja dotzena de ciutats d'arreu del món, incloent-hi Nova York, Londres, Leiden i Tolosa de Llenguadoc. El cap tècnic de Joost és Dirk-Willem van Gulik. Durant el 2007-2008, Joost va utilitzar la tecnologia de televisió peer-to-peer (P2PTV), creada per Niklas Zennström i Janus Friis (fundadors de Skype i Kazaa) per distribuir contingut al seu reproductor d'escriptori basat en Mozilla i a finals de 2008, es va migrar per utilitzar un reproductor web basat en Flash. La companyia va tancar finalment el 2012.